# Yves Fagon
Pour les articles homonymes, voir Fagon.
Yves Fagon, né le 30 mai 1910 à Plourin (Finistère) et mort le 24 avril 1996 à Paris 14e, est un homme politique français.

## Biographie
Fils d'un officier de marine, Yves Fagon fréquente le collège Saint-François de Lesneven. Il poursuit des études de droit à Paris et entre dans l'administration. Il milite aussi rapidement au sein de la CFTC.
Mobilisé au début de la seconde guerre mondiale, son action militaire lui vaut la croix de guerre.
A la Libération, il est sous-chef de section au ministère de la reconstruction.
Il adhère à cette période au MRP et est élu conseiller municipal de Clichy la Garenne en 1945. Candidat en deuxième position sur la liste menée par Fernand Bouxom en octobre 1945, il est élu député.
A l'assemblée, il consacre l'essentiel de son travail au statut général des fonctionnaires alors en gestation.
Réélu dans les mêmes conditions en juin, puis novembre 1946, il est rapporteur du projet de statut général, fonction qui lui vaut des satisfecit de tous les bords politiques.
Toujours très actif sur le statut des fonctionnaires, il plaide en mars 1947 pour la mise en place d'un régime spécial de sécurité social pour les agents de l'Etat, et emporte l'adhésion de l'assemblée contre le projet gouvernemental d'affiliation au régime général, prôné par Ambroise Croizat.
En 1951, il fait les frais de l'effondrement du résultat électoral de la liste MRP toujours menée par Bouxom, et perd son siège de député.
Il quitte alors la vie politique, reprend ses activités de cadre de la fonction publique, et termine sa carrière comme administrateur civil à la Caisse des dépôts et consignations.

## Détail des fonctions et des mandats
Mandats parlementaires
- 21 octobre 1945 - 10 juin 1946 : Député de la Seine
- 2 juin 1946 - 27 novembre 1946 : Député de la Seine
- 10 novembre 1946 - 4 juillet 1951 : Député de la Seine